# Vanilla tahitensis
Vanilla tahitensis là một loài thực vật có hoa trong họ Lan. Loài này được J.W. Moore miêu tả khoa học đầu tiên năm 1933.

## Hình ảnh

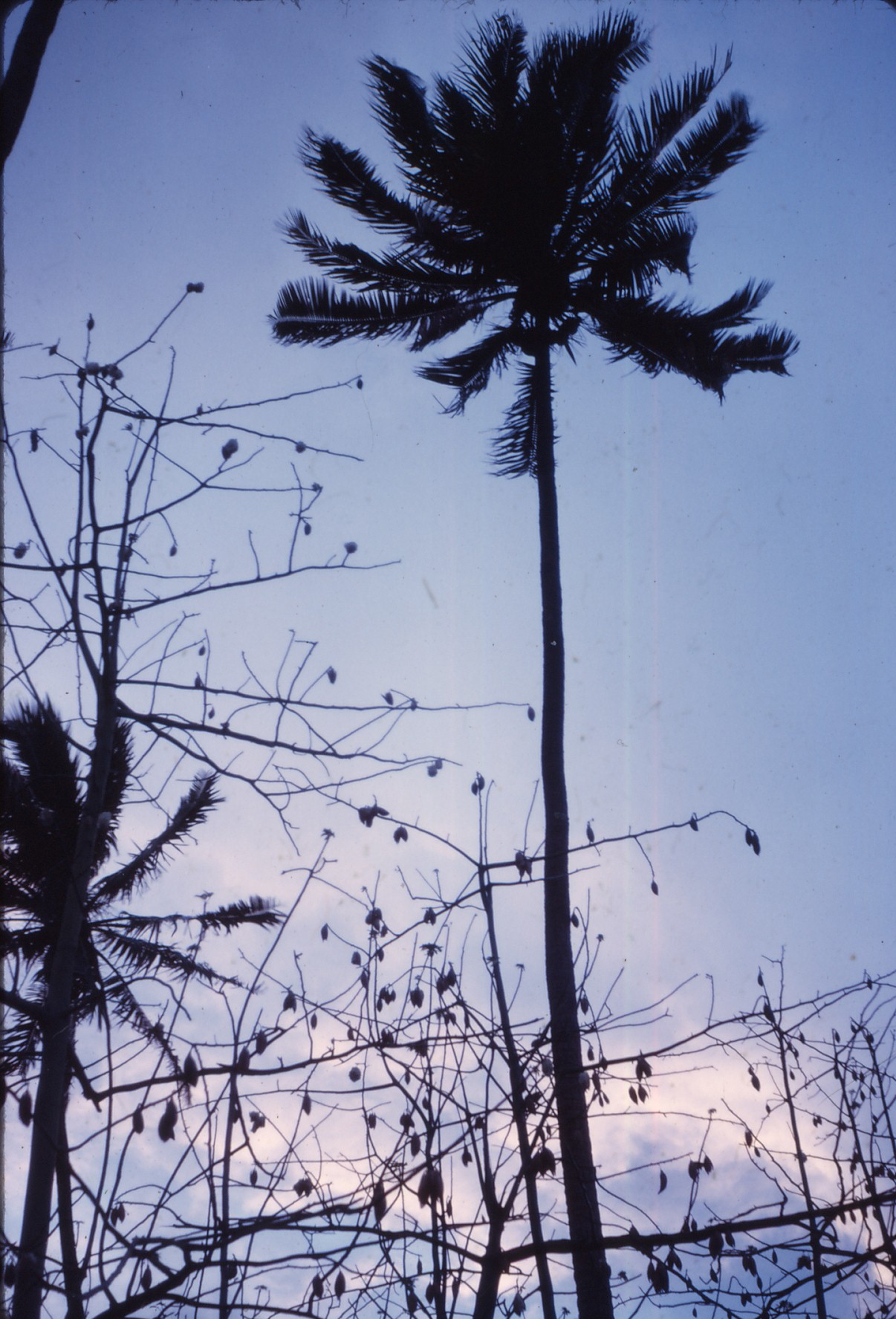